# Japanse literatuur
De Japanse literatuur strekt zich uit over een periode van bijna twintig eeuwen van geschriften. De eerste werken werden zeer sterk door de Chinese literatuur beïnvloed maar de afzondering van Japan, als eiland, liet de ontwikkeling van eigen literaire vormen toe. Toen Japan zich in de 19e eeuw opnieuw openstelde voor het Westen, werd de Japanse literatuur sterk beïnvloed door westerse literatuur. Dit manifesteert zich nog steeds in hedendaagse Japanse literatuur.
De algemene kenmerken van de Japanse literatuur zijn: een bepaald gevoel van onthechting, isolatie, afstandelijkheid, en een personage dat faalt in zijn streven.

## Indeling in de Japanse literatuur

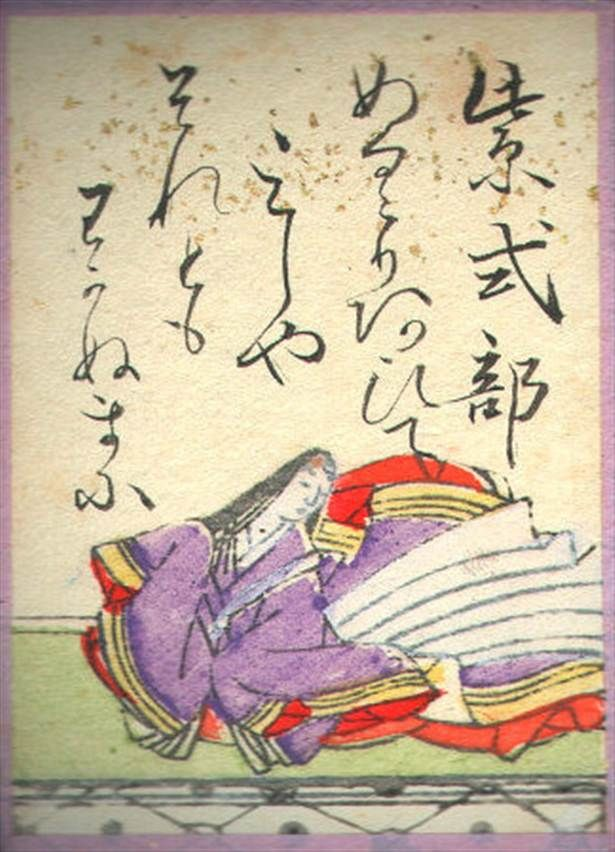
Murasaki Shikibu

### De oude Japanse literatuur (voor de 8e eeuw)
Door het overwaaien van kanji (Chinese tekens) van het continent, werd het neerpennen van verhalen mogelijk. Hiervoor was er geen eigen Japans schrift. Het enige geschreven schrift was het Klassiek Chinees, later werden deze tekens aangepast en omgevormd tot een 'eigen' Japans schrift. Dit schrift wordt man'yōgana genoemd, dit is de eerste vorm van kana, het schrijven in lettergrepen. Belangrijkste werken uit deze Nara-periode zijn: Kojiki (712): een deels mythisch en deels 'waar gebeurd' verhaal over de geschiedenis van Japan, Nihonshoki (720): een kroniek met een meer waarheidsgetrouwe kern dan Kojiki en Man'yōshū (759): een poëtische anthologie. De taal die gebruikt is in de boeken van deze periode verschilt opmerkelijk in grammatica en fonetiek van de latere perioden. Zelfs in dit vroege stadium van de Japanse literatuur is er al sprake van dialecten.

### De klassieke literatuur (8ste tot 12de eeuw)
Met Klassieke Japanse literatuur wordt in het algemeen de literatuur uit de Heianperiode bedoeld, volgens sommigen het gouden tijdperk van de Japanse kunst en literatuur. Het verhaal van Genji (vroege 11e eeuw) door Murasaki Shikibu wordt als meesterwerk van de Heiaanse fictie beschouwd, het is een van de eerste fictieverhalen in de vorm van een roman. Andere belangrijke werken uit deze periode zijn Kokin Wakashu (905): betekent: "Verzameling van oude en nieuwe gedichten" en Het hoofdkussenboek (ca.990) het laatst genoemde is geschreven door Murasaki Shikibu's tijdgenoot en rivaal, Sei Shonagon. Beide gaan over het leven, de liefdes(affaires) en de hobby’s van het Keizerlijke Hof. Ook het Ihora-gedicht is geschreven in deze periode, dit gedicht is vooral bekend omdat het een pangram is.

### Middeleeuwse literatuur (13de tot 16de eeuw)
Middeleeuwse Japanse literatuur wordt gekenmerkt door een sterke invloed van het Zen-Boeddhisme, de personages zijn priesters, reizigers of ascetische dichters. Tijdens deze periode waren er in Japan veel burgeroorlogen die leidden tot het ontstaan van een 'krijgerklasse', en indirect tot de mystiek van de Samurai. Verhalen van deze periode hebben een opmerkelijke kijk op het leven en dood en afkoop door middel van doden. Een stereotiep verhaal uit deze periode is Heike Monogatari (1371), een episch verhaal over de strijd tussen de Minamoto en Taira clans over de heerschappij van Japan aan het eind van de 12de eeuw. Andere belangrijke werken van deze periode zijn: Hōjōki door Kamo no Chōmei (1212) en Tsurezuregusa door Yoshida Kenko (1331). Schrijven met een mengeling van kanji en kana, zoals het vandaag wordt gedaan, begon met deze werken in de middeleeuwse periode.
Andere noemenswaardige genres van deze periode zijn renga (geschreven in samenwerking tussen verschillende dichters) en Nohtheater. Beide genres ontwikkelden zich snel in het midden van de 14de eeuw, de vroege Muromachi-periode.

### Vroeg-Moderne literatuur (17de eeuw tot 1e helft 19de eeuw)
Deze periode, de Tokugawa-periode (ook de Edoperiode genoemd), was een periode van rust op het gebied van oorlogen etc.. Door de verrijking van de werkende en middenklasse in de nieuwe hoofdstad Edo (het huidige Tokio), ontstonden er nieuwe populaire vormen van drama die later zouden evolueren tot kabuki. De joruri- en kabukischrijver Chikamatsu Manzaemon werd bekend aan het eind van de 17de eeuw, in het totaal schreef hij ongeveer 160 toneelstukken. Matsuo Bashō, vooral bekend om zijn werk Oku no Hosomichi (1702): een dagboek over een reis naar het noorden (naar Oku), wordt als eerste grote meester in Haikupoëzie beschouwd. Katsushika Hokusai, Japans beroemdste houtsnedenkunstenaar, illustreerde zowel fictieverhalen als zijn beroemde werk Fuji Sanjū-Rokke, dat evenveel betekent als "36 prenten van de berg Fuji".
Veel literaire genres vinden hun oorsprong tijdens deze Tokugawaperiode. Vooral omdat er tijdens deze periode volgens sommige bronnen sprake was van een hoog percentage van de bevolking dat kon lezen en de ontwikkeling van een bibliotheekachtig systeem. Van Ihara Saikaku wordt gezegd dat hij de grondlegger is van de moderne Japanse roman. Tokaido chuhizakurige door Jippensha Ikku is een mix van komedie en een reisverhaal. Ueda Akinari vormde het begin van de moderne traditie van de (ietwat) vreemde fictie in Japan met zijn Ugetsu Monogatari, terwijl Kyokutei Bakin het zeer populaire verhaal schreef met elementen van zowel de historische als fantastische roman Nanso Satomi Hakkenden. Santō Kyōden' schreef verhalen over homo-erotiek totdat de Kanseiwetten zulke werken verbood. De meest voorkomende genres waren horror, verhalen over boeven, verhalen met ethische elementen, komedie en pornografie—vaak geïllustreerd door kleurrijke houtgravures.

### Meiji en Taisho Literatuur (2de helft 19de eeuw tot WO II)
De Meijiperiode begint wanneer Japan zich opnieuw openstelt voor het westen gevolgd door een snelle industrialisatie van het land. De Europese literaire stromingen als de romantiek, het realisme, het naturalisme en het intellectualisme beïnvloedden de Japanse Literatuur. Ook de dichterlijke vrijheid werd uit het westen overgenomen, de lengte van de regels of het aantal lettergrepen per vers stonden niet vast. De Japanse dichters namen dit 'systeem' over voor langere werken in verband met nieuwe wetenschappelijke thema's. Jonge proza en drama schrijvers werden overspoeld met een volledig nieuw scala aan ideeën en kunstscholen, maar het waren de romanschrijvers die als eersten sommige van deze nieuwe concepten overnamen in hun werken. Een nieuwe vorm van fictie ontwikkelde zich o.a. de Ik-roman, met enkele ongewone hoofdpersonages zoals de kat-verteller in Natsume Soseki's Ik ben een kat. Natsume Soseki schreef ook enkele bekende romans als Botchan en Kokoro (1914). Shiga Naoya en Mori Ogai namen de Westerse technieken over en pasten ze ook aan. Ozaki Koyo, Izumi Kyoka, and Higuchi Ichiyo waren enkele van de bekendste schrijvers die zich verzetten tegen deze Westerse invloeden en vasthielden aan de vroegmoderne Japanse stijl.
Verschillende auteurs die zich ook verzetten tegen deze Westerse invloeden als het realisme waren Tanizaki Junichiro en de eerste Japanse winnaar van de Nobelprijs voor de Literatuur Yasunari Kawabata, een meester in het genre van psychologische fictie, ze lieten hun fantasie de vrije loop maar werden vooral bekend door de schoonheid van hun taal en hun verhalen over liefde en sensualiteit.
Tijdens de Tweede Wereldoorlog publiceerden vele auteurs hun werken niet: ofwel door censuur of uit protest tegen de Japanse deelname aan de oorlog.

## Naoorlogse literatuur
De Tweede Wereldoorlog, en Japans verlies in deze oorlog, beïnvloedde de Japanse Literatuur. Veel auteurs schreven over ontrouw, doelloosheid en het omgaan met een nederlaag. Dazai Osamu's roman Shayou ("De Ondergaande Zon") vertelt over een soldaat die terugkeert van Manchukuo. Mishima Yukio, bekend om zijn nihilistisch schrijven en zijn controversiële zelfmoord door seppuku, debuteerde na de oorlog.
Prominente schrijvers uit de '70 en 90' werden gekenmerkt door intellectuele en morele problemen in hun pogingen om sociaal en politiek bewustzijn op te roepen bij het Japanse volk. Een van hen, Kenzaburo Oë schreef zijn bekendste werk, Kojinteki na taiken (= Het eigen lot) in 1964 en werd in 1994 de tweede Japanner om de Nobelprijs voor literatuur te winnen.
Inoue Mitsuaki was al lang bezorgd geweest om de Atoombom en bleef in de jaren 80 verder schrijven over de problemen van het Nucleaire tijdperk, terwijl Endo Shusaku het religieuze dilemma van de Kakure Kirishitan (=verborgen Christenen, rooms-katholieken) in het feodale Japan beschreef om spirituele problemen aan te kaarten. Endo was zelf als kind gedoopt tot rooms-katholiek. Inoue Yasushi inspireerde zich op het verleden voor zijn historische romans over het binnenland van China en het antieke Japan om het menselijke lot te schetsen.
Avant-garde schrijvers als Abe Kobo, die bekende romans schreef als Suna no onna (De vrouw in het zand) uit 1960, wilden een geheel nieuwe en moderne stijl creëren zonder de internationale of traditionele conventies te volgen.
Yūko Tsushima is een van de eerste na oorlogse vrouwelijke auteurs de schreef over het leven van vrouwen in het na-oorlogse Japan vanuit een vrouwelijk perspectief. Haar werk wordt wel gezien als autofictie en onderzoekt de levens van gemarginaliseerde mensen, meestal vrouwen, die strijden om controle over hun eigen leven, ondanks maatschappelijke druk en familiedruk. Verschillende van haar romans zijn gebaseerd ervaringen van alleenstaande moeders, wat op dat moment in Japan geen onderwerp was waarover men graag praatte. Yuko Tushima was de wegvoorbereider voor vele vrouwelijke Japanse schrijvers van de 21ste eeuw.
Furui Yoshikichi beschreef treffend de levens van vervreemde stadsbewoners en hun strijd met de problemen van het dagelijks leven. De psychische drama's van dergelijke levens zijn ook verkend door een groeiend aantal belangrijke schrijfsters. In 1988 ging de Naoki Prijs naar Todo Shizuko met Ripening Summer, een verhaal waarin de complexe psychologie van de moderne vrouw wordt omvangen. Andere bekroonde verhalen van aan het eind van het decennium behandelden de problemen van de verouderde ziekenhuizen, het recente verleden en het leven van een ukiyo-èartiest in de Meiji-periode (ca.1870 tot 1915). Ishiguro Kazuo richtte zich op de internationale markt en verhuisde naar het Verenigd Koninkrijk en won er de prestigieuze Booker Prize.
Murakami Haruki is een van de populairste maar tevens controversieelste van de Japanse auteurs van vandaag. Zijn genre is te omschrijven als humoristisch en surrealistisch. Er zijn al debatten gevoerd over het feit of zijn werken tot de literatuur behoren of dat het gewone pop-fictie is. Kenzaburo Oë was een van zijn felste critici. Enkele van zijn meest bekende werken zijn Noruuei no mori (eng: Norwegian Wood) (1987) en Nejimaki dori kuronikuru dai(3boeken)(eng:The Wind-Up Bird Chronicle) (1994-1995). Een andere moderne bestsellerauteur is Banana Yoshimoto.
In de jaren 2000 komt, onafhankelijk van elkaar, een groep vrouwelijke schrijvers als Banana Yoshimoto, Sayaka Murata, Mieko Kawakami, Yu Miri en Yoko Ogawa op. Zij schrijven over vrouwen in de hedendaagse Japanse samenleving. Zij worden in veel talen vertaald en winnen diverse Japanse literaire prijzen.
Hoewel de moderne Japanse schrijvers een grote verscheidenheid aan onderwerpen behandelen, beklemtoonde één in het bijzonder de Japanse benadering van het innerlijke leven, ze benadrukte dit nog meer dan de vroege romans met het bewustzijn van de verteller. In de Japanse fictie waren de plot en de actie vaak van secundair belang aan emotionele kwesties. In overeenstemming met de algemene tendens naar het opnieuw bevestigen van nationale kenmerken, kwamen vele oude thema's opnieuw aan bod en schreven sommige auteurs bewust over het verleden. Opvallend vormde de Boeddhistische houding tegenover het belang van zelfkennis en het tijdelijke van materiële zaken een onderstroom van scherpe sociale kritiek op deze materialistische tijd. Er was een groeiende nadruk op de rol van vrouwen, Japanse personae in de moderne wereld en de malaise van het gewone volk die verloren waren in de ingewikkeldheid van stedelijke cultuur.
Pop-fiction, non-fiction, en de kinderliteratuur bloeiden allemaal in het stedelijke Japan van de jaren 1980. Veel populaire werken waren moeilijk te plaatsen in een genre en vielen tussen de "echte" literatuur en de pulpromans, waaronder ook alle soorten van historische series, informatieve docudrama's, sciencefiction, mysteries, zakenverhalen, oorlogsverhalen en dierenverhalen hoorden. Non-fictie bevatte alles van criminaliteit tot politiek. Hoewel feitenjournalistiek domineerde, waren veel van deze werken verklarend, en was een sterke individualistische reflectie vereist.
Kinderwerken verschenen opnieuw in de jaren 1950 en de nieuwkomers op dit gebied, waaronder veel jongere vrouwen, gaven dit genre nieuwe vitaliteit in de jaren 80.
Manga (stripverhalen) zijn in bijna elke sector van de populaire markt doordrongen. Ze omvatten vrijwel elk gebied van de menselijke interesse, zoals voor de volwassenen een manga-inleiding op de economie en pornografie. Aan het eind van de jaren 80. vertegenwoordigde Manga tussen de 20 en 30 percent van jaarlijkse publicaties en in verkoop om en bij de ￥400 miljard per jaar.

### De toekomst van Japanse literatuur
Volgens sommigen is de kwaliteit van de literatuur door de populaire vormen van entertainment zoals manga en anime sterk achteruitgegaan.

## Belangrijke auteurs
Klassieke literatuur
- Sei Shonagon (c.~966 - c.10??): Het hoofdkussenboek
- Murasaki Shikibu (c.973 - c.1025): het verhaal van Genji

Middeleeuwse literatuur
- The Tale of the Heike (1371)

Vroegmoderne literatuur
- Saikaku Ihara (1642 – 1693)
- Basho Matsuo (1644 - 1694)
- Akinari Ueda (1734 - 1809)
- Kyoden Santo (1761 - 1816)
- Ikku Juppensha (1765 - 1831)
- Bakin Kyokutei (1767 - 1858)

Laatmoderne literatuur
- Ogai Mori (1862 - 1922)
- Koyo Ozaki (1867 - 1903)
- Soseki Natsume (1867 - 1916)
- Kyoka Izume (1873 - 1939)
- Naoya Shiga (1883 - 1971)
- Junichiro Tanizaki (1886 - 1965)
- Ryunosuke Akutagawa (1892 - 1927)
- Yoshikawa Eiji (1892-1962)
- Yasunari Kawabata (1899 - 1972)
- Osamu Dazai (1909 - 1948)
- Shusaku Endo (1923 - 1996)
- Kobo Abe (1924 - 1993)
- Yukio Mishima (1925 - 1970)
- Kenzaburo Oë (1935)
- Haruki Murakami (1949)
- Masato Tomobe (1950)
- Ryu Murakami (1952)
- Hideo Yokoyama (1957)
- Keigo Higashino (1958)
- Yoko Tawada (1960)
- Yoko Ogawa (1962)
- Banana Yoshimoto (1964)

Japanse literatuur · Japanse dichtkunst · Japanse woorden met Nederlandse oorsprong